# Bad Reputation (Joan Jett-album)
Bad Reputation är ett musikalbum av Joan Jett, utgivet 1981. Det var en nyutgåva av hennes självutgivna debutalbum Joan Jett från 1980. 
En remastrad cd-utgåva med flera bonusspår gavs ut 1992.

## Låtlista
1. "Bad Reputation" - 2:50
2. "Make Believe" - 3:11
3. "You Don't Know What You've Got" - 3:45
4. "You Don't Own Me" - 3:27
5. "Too Bad on Your Birthday" - 2:58
6. "Do You Wanna Touch Me (Oh Yeah)" - 3:49
7. "Shout" - 2:48
8. "Let Me Go" - 2:42
9. "Doing All Right With the Boys" - 3:38
10. "Jezebel" - 3:28
11. "Don't Abuse Me" - 3:38
12. "Wooly Bully" - 2:20 
Bonusspår på 1992 års utgåva
13. "Call Me Lightning" - 2:25
14. "Hanky Panky" - 3:31
15. "Summertime Blues" - 2:13
16. "What Can I Do for You?" - 2:12